# Top 14
De Top 14 is de hoogste clubcompetitie in Frankrijk voor zoals de Fransen het zelf noemen rugby à XV. Het is een van de grootste competities op het Noordelijk Halfrond samen met de Engelse Aviva Premiership en de Magners League. De competitie bestaat in zijn huidige vorm sinds het seizoen 2005/2006 toen er werd teruggegaan van 16 naar 14 ploegen.

## Teams
| Club              | Top 14 sinds | Laatste seizoen | Stad               | Departement          | Regio                      | Stadion                                                     |
| ----------------- | ------------ | --------------- | ------------------ | -------------------- | -------------------------- | ----------------------------------------------------------- |
| SU Agen           | 1995-1996    | huidig          | Agen               | Lot-et-Garonne       | Nouvelle-Aquitaine         | Stade Armandie                                              |
| Bordeaux Bègles   | 1995-1996    | huidig          | Bordeaux           | Gironde              | Nouvelle-Aquitaine         | Stade Chaban-Delmas                                         |
| CA Brive          | 2019-2020    | huidig          | Brive              | Corrèze              | Nouvelle-Aquitaine         | Stade Amédée-Domenech                                       |
| Aviron Bayonnais  | 2019-2020    | huidig          | Bayonne            | Pyrénées-Atlantiques | Nouvelle-Aquitaine         | Stade Jean-Dauger                                           |
| Castres Olympique | 1995-1996    | huidig          | Castres            | Tarn                 | Occitanie                  | Stade Pierre-Fabre                                          |
| ASM Clermont      | 1995-1996    | huidig          | Clermont-Ferrand   | Puy-de-Dôme          | Auvergne-Rhône-Alpes       | Parc des Sports Marcel Michelin                             |
| Lyon OU           | 1995-1996    | huidig          | Lyon               | Métropole de Lyon    | Auvergne-Rhône-Alpes       | Matmut Stadium de Gerland                                   |
| Montpellier HR    | 1995-1996    | huidig          | Montpellier        | Hérault              | Occitanie                  | Altrad Stadium                                              |
| USA Perpignan     | 1995-1996    | 2018-2019       | Perpignan          | Pyrénées-Orientales  | Occitanie                  | Stade Aimé-Giral                                            |
| FC Grenoble       | 2018-2019    | 2018-2019       | Grenoble           | Isère                | Auvergne-Rhône-Alpes       | Stade des Alpes                                             |
| Oyonnax Rugby     | 1995-1996    | 2017-2018       | Oyonnax            | Ain                  | Auvergne-Rhône-Alpes       | Stade Charles-Mathon                                        |
| Section Paloise   | 1995-1996    | huidig          | Pau                | Pyrénées-Atlantiques | Nouvelle-Aquitaine         | Stade du Hameau                                             |
| Racing 92         | 1995-1996    | huidig          | Nanterre           | Hauts-de-Seine       | Île-de-France              | U Arena                                                     |
| RC Toulon         | 1995-1996    | huidig          | Toulon             | Var                  | Provence-Alpes-Côte d'Azur | Stade Mayol, Stade Vélodrome (soms), Allianz Riviera (soms) |
| Stade Français    | 1997-1998    | huidig          | 16e arrondissement | Parijs               | Île-de-France              | Stade Jean-Bouin                                            |
| Stade Rochelais   | 1995-1996    | huidig          | La Rochelle        | Charente-Maritime    | Nouvelle-Aquitaine         | Stade Marcel-Deflandre                                      |
| Stade Toulousain  | 1995-1996    | huidig          | Toulouse           | Haute-Garonne        | Occitanie                  | Stade Ernest-Wallon, Stadium Municipal (soms)               |

Stade Toulousain · Stade Français · Union Bordeaux Bègles · RC Toulon · Stade Rochelais · Racing 92 · Castres Olympique · ASM Clermont · Section Paloise · USA Perpignan · Lyon OU · Aviron Bayonnais · Montpellier HR · RC Vannes
Noordelijk Halfrond:
Heineken Cup · Magners League · English Premiership (rugby union) ·  Top 14 (Frankrijk)

Zuidelijk Halfrond:
Super Rugby · Currie Cup (Zuid-Afrika) · ITM Cup (Nieuw-Zeeland)